# Burayda
Burayda fue un emirato independiente de Arabia gobernado por la dinastía Al Ulayyan (1775-1864) instalada por los wahabitas, y vasalla de estos o temporalmente de los turcos y egipcios. Tras un periodo de gobierno directo de los wahabitas (1849-1854) bajo Djalwi ben Turki al Saud, los Al Ulayyan fueron definitivamente depuestos en 1863 y el emirato fue confiado a Muhana, de la familia de los Al Aba al Khayl. Pero los continuos cambios de lealtad de la dinastía Al Ulayyan siguieron con la nueva dinastía que osciló en su lealtad entre los Banu Rashid de Shammar (o Djebel Shammar) y los wahabitas, hasta que en 1908, ocupada por los wahabitas, se estableció un gobernador de la familia real.
- Datos: Q5735679